# Поксі
По́ксі (ест. Poksi küla) — село в Естонії, у волості Луунья повіту Тартумаа.

## Населення
Чисельність населення на 31 грудня 2011 року становила 21 особу.

## Географія
Через населений пункт проходить автошлях 22250 (Луунья — Кавасту — Кооза).